# Ivar Tengbom
Ivar Justus Tengbom (7 de abril de 1878 – 6 de agosto de 1968) fue un arquitecto sueco y uno de los representantes más conocidos de la arquitectura neoclásica sueca de las décadas de 1910 y 1920.
Tengbom nació en Vireda, en el condado de Jönköping, estudió en la Escuela de Tecnología Chalmers de Gotemburgo 1894-1898, en la escuela de arquitectura de la Real Academia Sueca de las Artes de Estocolmo 1898-1901 (recibiendo la llamada Medalla Real) y en el extranjero 1905-1906. Trabajó de 1906 a 1912 con Ernst Torulf en Estocolmo y Gotemburgo 1906-1912, y por su cuenta a partir de 1912 en Estocolmo. Fue nombrado arquitecto en la Oficina del Intendente Principal en 1906 y profesor de arquitectura en la Real Escuela Sueca de Arte en 1916. Fue nombrado miembro de la Real Academia Sueca de las Artes en 1917. En 1921 fue nombrado director general de la Oficina Estatal de Construcción (Byggnadsstyrelsen).

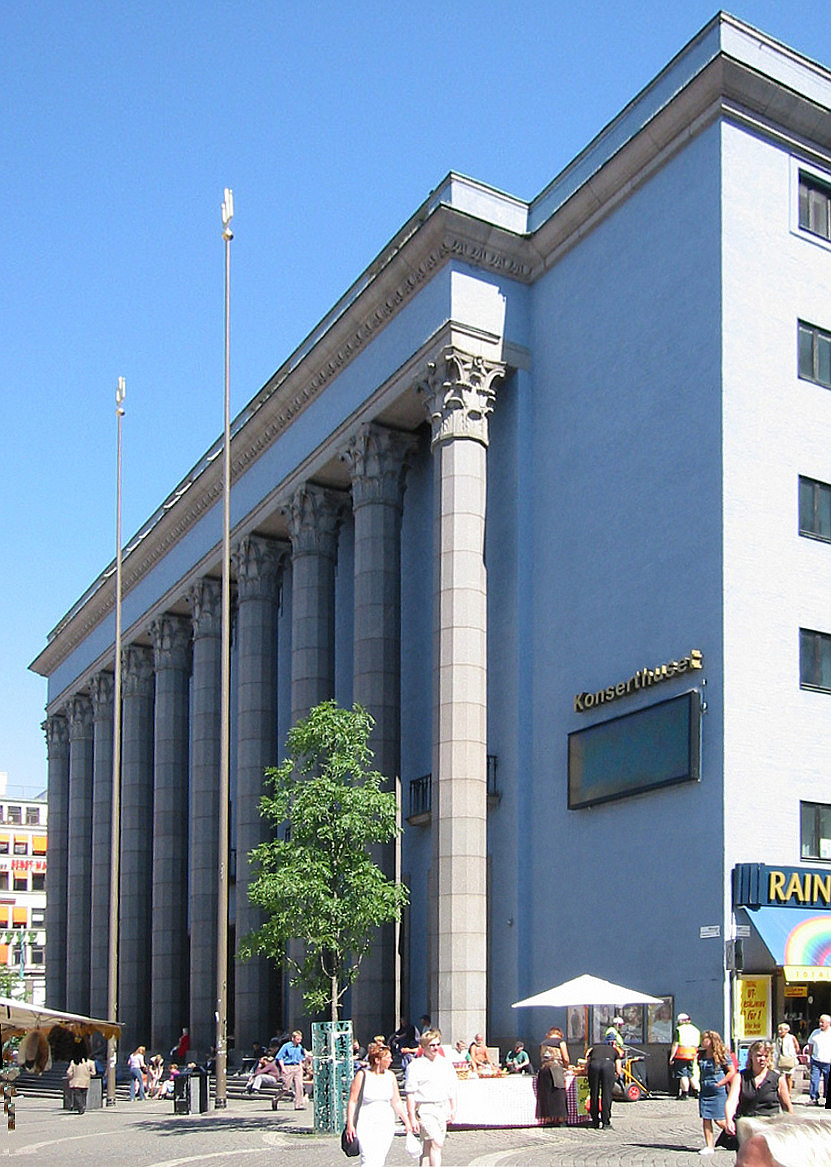
La sala de conciertos de Estocolmo en 2002

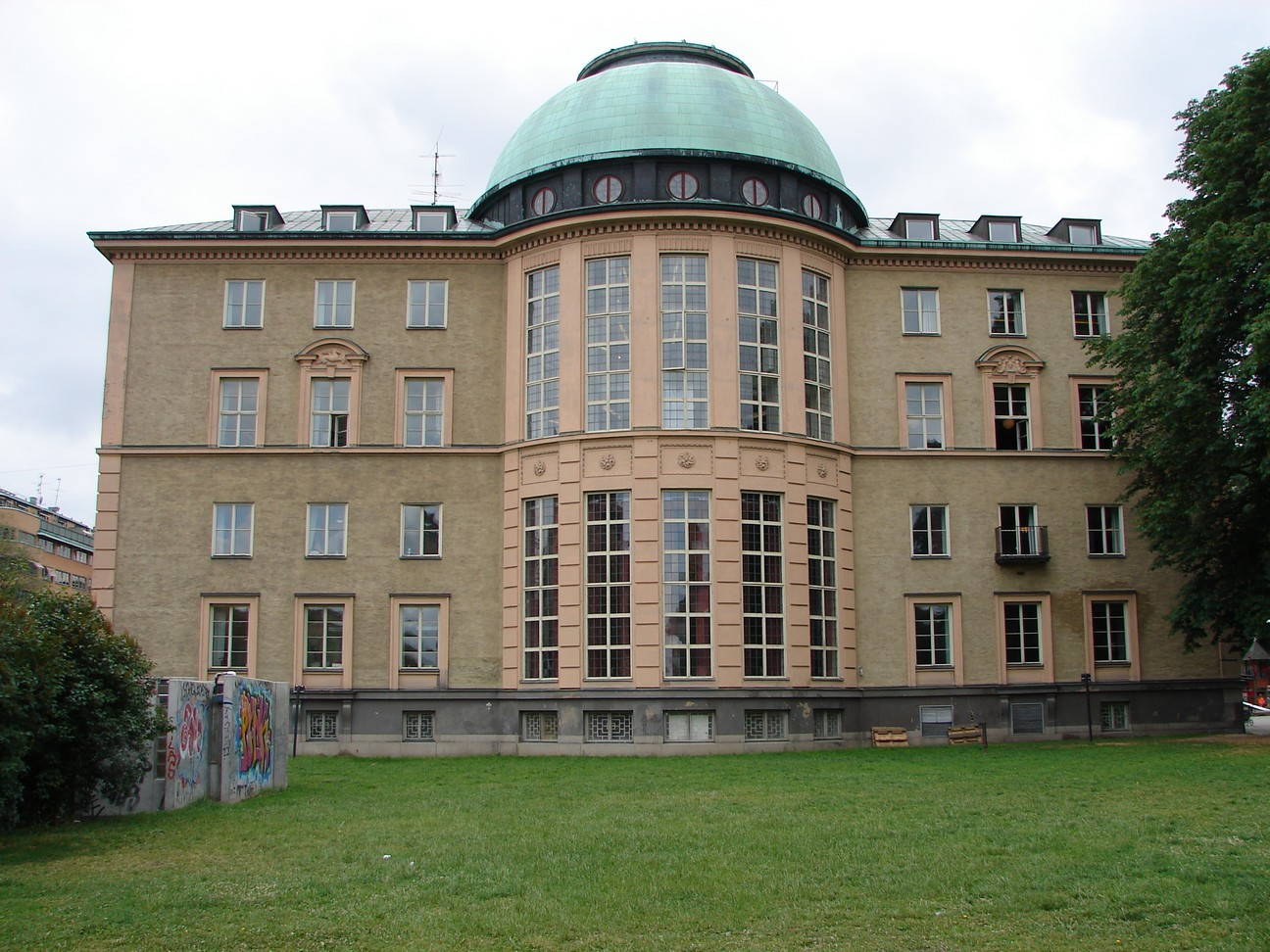
Escuela de Economía de Estocolmo (1925-1926) en Sveavägen, en el centro de Estocolmo, no lejos de la Sala de Conciertos.

El estudio de arquitectos Tengbom & Torulf ganó el segundo premio en el concurso de 1905 para el edificio del Ayuntamiento de Estocolmo (según Ragnar Östberg), y en 1906 de nuevo el segundo premio por la Engelbrektskyrkan (iglesia de Engelbrekt) de Estocolmo (construida según el diseño de Lars Israel Wahlman). Tuvieron más éxito en el concurso para el edificio del Tribunal Municipal (rådhus) de Borås en 1909, donde ganaron el primer premio y se les permitió ejecutar su diseño. Otro edificio público diseñado por Tengbom en colaboración con Torulf fue la nueva iglesia de Arvika, terminada en 1911. Ambos recibieron también el encargo de construir un pabellón de caza para Eric von Rosen en lo que hoy es la Reserva Natural de Jaktstuguskogen. La torre de agua de Trelleborg se construyó según los planos de Tengbom y se terminó en 1912.
Tras abandonar la colaboración con Torulf, Tengbom realizó el diseño de la oficina principal del Stockholms Enskilda Bank en el parque Kungsträdgården de Estocolmo (1912-1915). Otra oficina del banco en Estocolmo, en Götgatan, en Södermalm, se construyó según el diseño de Tengbom en 1916. Otra oficina bancaria fue la diseñada para el Borås Enskilda Bank (1916). Otros edificios de Tengbom de la época fueron el del edificio para el diario Svenska Dagbladet en la calle Karduansmakargatan de Estocolmo, y la Högalidskyrkan (Iglesia de Högalid) de Estocolmo (tras ganar el primer premio en un concurso).
En la década de 1920 diseñó el edificio de la Escuela de Economía de Estocolmo (1925) y la Sala de Conciertos de Estocolmo (1923-1926) en la plaza Hötorget. Sede de la Orquesta Filarmónica Real de Estocolmo y conocido como el lugar donde tiene lugar la ceremonia del Premio Nobel, el Hall, un edificio de color azul claro con un pórtico con altas y esbeltas columnas poligonales con capiteles corintios. La sala de conciertos es probablemente el edificio más conocido de Tengbom y, junto con la Biblioteca Pública de Estocolmo de Gunnar Asplund, el ejemplo más reconocido de la arquitectura neoclásica de la década de 1920 sueca.
En los últimos años de la década de 1920, diseñó la oficina principal de la corporación Svenska Tändsticksbolaget de Ivar Kreuger en Trädgårdsgatan, Estocolmo. Su producción posterior incluye el edificio para el Instituto Sueco en Roma 1938-1940. En 1945 se le concedió una de las medallas inaugurales Príncipe Eugenio de arquitectura.
Su hijo Anders Tengbom (1911-2009) también fue, por derecho propio, un arquitecto muy famoso. Una de sus mayores creaciones fue Bonnierhuset, uno de los edificios más altos de Estocolmo. Su hija, Ann-Mari Tengbom, se casó con Otto Christian Archibald von Bismarck.